# アンナ・マリア・フォン・デア・プファルツ
アンナ・マリア・フォン・デア・プファルツ（Anna Maria von der Pfalz, 1561年7月24日 - 1589年7月29日）は、ドイツのプファルツ＝ジンメルン家の公女で、スウェーデン王カール9世の最初の妻。セーデルマンランド公爵夫人（hertiginna av Södermanland）。夫の即位以前に死去したため、王妃にはならなかった。スウェーデン語名はマリア・アヴ・プファルス（Maria av Pfalz）。

## 生涯
プファルツ選帝侯ルートヴィヒ6世とその妻でヘッセン方伯フィリップ1世の娘であるエリーザベトの間の第1子、長女として生まれた。1579年5月11日にハイデルベルクにおいて、スウェーデン王ユーハン3世の末弟のセーデルマンランド公カールと結婚した。結婚後はスウェーデンに移り、夫の治めるセーデルマンランド地方に住んだ。
マリアは美しく親切で社交的な貴婦人だったが、病弱でもあった。マリアは物静かな性格で、夫のカールは対照的に烈しい性格だったが、2人の結婚生活は幸福だったとされる。マリアは6人の子供を産んだが、成長したのは娘1人だけだった。マリアは長く患った後、エスキルステューナ宮殿で亡くなり、ストレングネースのストレングネース大聖堂に葬られた。夫のカールはマリアの死を深く嘆いたが、1592年にはクリスティーネ・フォン・シュレースヴィヒ＝ホルシュタイン＝ゴットルプと再婚した。
ヴェストラ・イェータランド県の小都市マリエスタードの市名は、マリアの名に因んでいる。

## 子女
- マルガレータ・エリザベト（1580年 - 1585年）
- エリサベト・サビーナ（1582年 - 1585年）
- ルドヴィグ（1583年）
- カタリーナ（1584年 - 1638年） - 1615年、プファルツ＝クレーブルク公ヨハン・カジミールと結婚
- グスタフ（1587年）
- カール（1588年 - 1589年）